# Chalybs janias
Chalybs janias är en fjärilsart som beskrevs av Pieter Cramer 1782. Chalybs janias ingår i släktet Chalybs och familjen juvelvingar. Inga underarter finns listade i Catalogue of Life.

## Bildgalleri

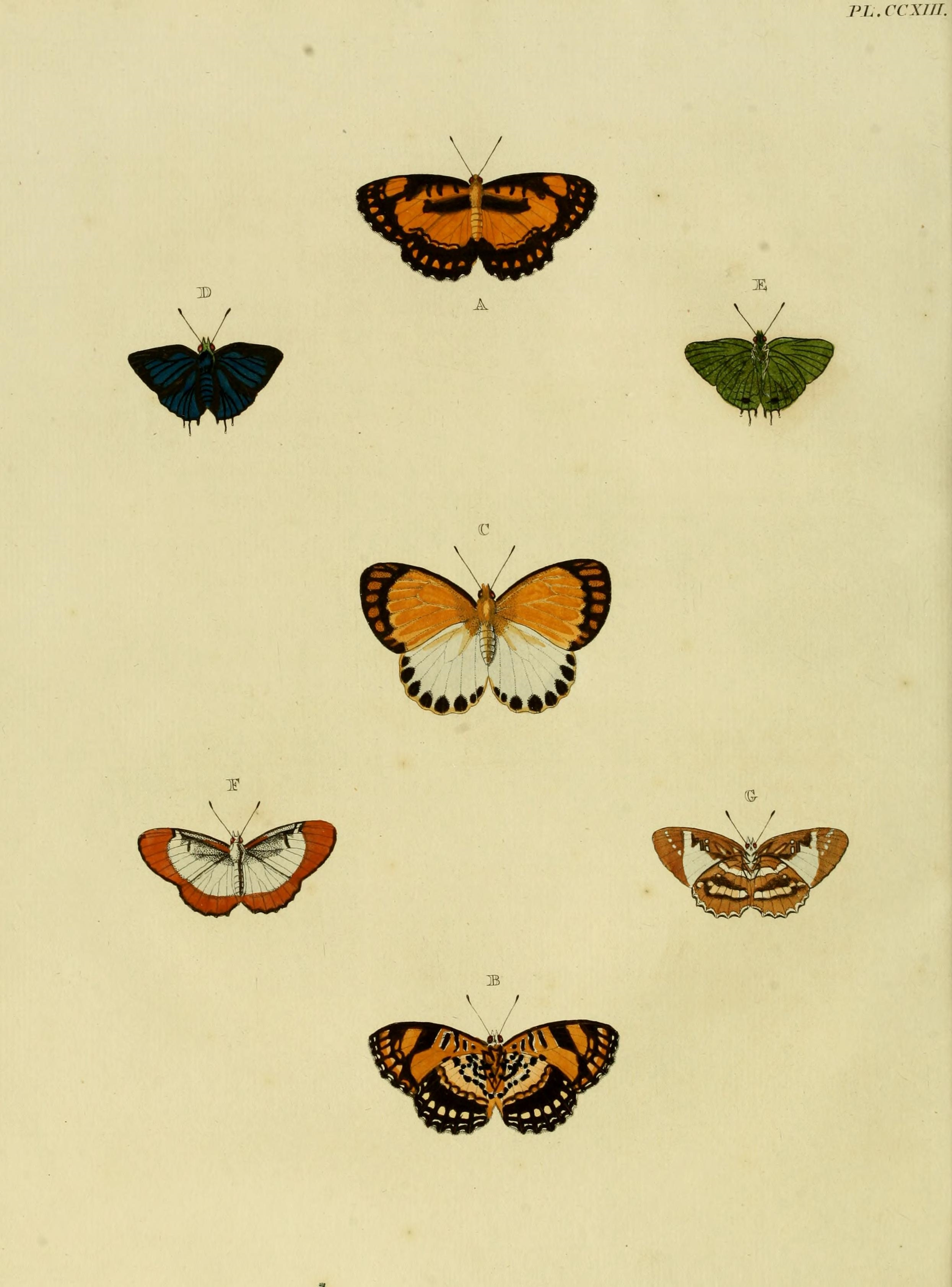